# نادي لاتسيو
نادي لاتسيو الرياضي (بالإيطالية: societa sportiva lazio s·p·a)‏ المشهور باسم لاتسيو (بالإيطالية: Lazio)‏ هو نادي كرة قدم إيطالي محترف يقع في العاصمة روما. تأسس النادي في 9 يناير 1900 ويلعب في الدرجة الأولى وأمضى أغلب المواسم فيه. توج لاتسيو بلقب الدرجة الأولى مرتين كما حقق كأس إيطاليا سبع مرات وكأس السوبر الإيطالي خمس مرات أما على المستوى القاري فقد حقق كأس الاتحاد الأوروبي للأندية أبطال الكؤوس وكأس السوبر الأوروبي مرة واحدة.
حقق النادي أول إنجاز له في سنة 1958 عندما أحرز بطولة كأس إيطاليا. في سنة 1974 حقق أول بطولة دوري. أواخر التسعينيات وأوائل الألفية الجديدة كانت الحقبة الأنجح في تاريخ النادي حيث حقق كأس الكؤوس الأوروبية وكأس السوبر الأوروبي سنة 1999 والدوري الإيطالي الممتاز في 2000، كما تأهل إلى نهائي بطولة كأس الاتحاد الأوروبي في عام 1998.
ألوان لباس النادي هو القميص والسروال السماوي والجوارب البيضاء. يتسع ملعب الأولمبيكو الذي يستضيف مبارياته لحضور 72689 متفرج ويتشارك معه نادي روما. يعتبر نادي روما أبرز منافسي لاتسيو اللدودين وتعتبر مبارياتهما هي ديربي العاصمة الإيطالية منذ سنة 1929.

## التاريخ

### التأسيس والسنوات الأولى

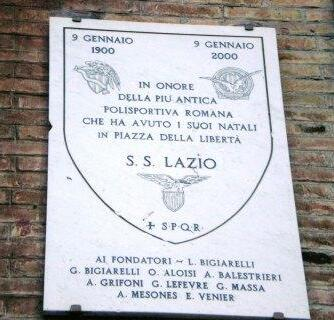
لوحة في ذكرى تأسيس نادي لاتسيو في ساحة ديلا ليبيرتا (براتي، روما).

تأسس نادي لاتسيو الرياضي في 9 يناير 1900 في برات إحدى ضواحي العاصمة روما. يعتبر لاتسيو أقدم نادي كرة قدم في العاصمة واختير الاسم نسبة إلى إقليم لاتسيو الذي تقع فيه العاصمة روما وقد اختاره مؤسسو النادي التسعة. أول مباراة يخوضها النادي كانت في سنة 1902 أمام فيرتوس والتي تعتبر بشكل غير رسمي أول مباراة ديربي عاصمة إيطاليا. فاز لاتسيو بنتيجة 3-0 بفضل المهاجم سانتي أنكيراني.
في سنة 1907 نظم الاتحاد الإيطالي لكرة القدم بطولة ضمن نطاق العاصمة أسماها التصنيف 1 واستطاع لاتسيو الفوز بالبطولة بعدما تغلب في المباراة النهائية على غريمه فيرتوس. على الرغم من تحقيقه لهذا النجاح إلا لاتسيو لم يُدعى لأي بطولة رسمية. انضم لاتسيو إلى بطولة الدوري الرسمية في سنة 1912 وذلك عندما بدأ الاتحاد الإيطالي لكرة القدم تنظيم بطولات الدوري في وسط وجنوب البلاد. بلغ لاتسيو المباراة النهائية في ثلاث سنوات ولكن كان مصيره الفشل حيث خسر من برو فيرتشيلي وكازالي وجنوى في 1913، 1914، و1923 على التوالي. في سنة 1927 كان لاتسيو النادي الكبير الوحيد في العاصمة ورغب النظام الفاشستي في دمج جميع أندية العاصمة في نادي واحد وهو روما. جيورجيو فاتشارو جنرال في النظام الفاشي والشخصية المؤثرة في المجال الرياضي والمشجع الكبير لنادي لاتسيو رفض فكرة الدمج واستطاع اقناع الآخرين بإنشاء نادي جديد اسمه روما.

### الثلاثينيات: البطولة الوطنية الموحدة
شارك لاتسيو في أول بطولة دوري درجة أولى رسمية في سنة 1929 وكانت أول مباراة في 6 أكتوبر 1929 في مواجهة بولونيا وفاز 3-0 على ملعب روندينيلا. على الرغم من ذلك فإن هذا الموسم لم يكن براقًا حيث احتل في نهايته المركز الخامس عشر. قررت إدارة النادي التعاقد مع مدرب برازيلي يدعى أميلكار باربوي وهو أول مدرب برازيلي في تاريخ كرة القدم الإيطالية، وكانت هذه بداية الصبغة البرازيلية للنادي الذي بدأ مشجعوه يطلقون عليه برازيلاتسيو. وجود باربوي لم يجلب التألق للنادي حيث حقق المركز الثامن والثالث عشر في موسمي 1930-1931 و1931-1932 على التوالي.
في صيف 1932 استُبدل باربوي بالنمساوي كارل ستورمر وقاد لاتسيو في أول مباراة ديربي عاصمة حيث تغلب على روما 2-1. احتل لاتسيو المركز العاشر في موسمين تحت قيادة ستورمر مما أدى إلى استبداله بالمخضرم والتر ألت الذي تصادف أن يتم التعاقد مع سيلفيو بيولا وأتيليو فيراريس. فيراريس القادم من نادي روما لعب لصالح لاتسيو أكثر من مائتي مباراة بينما أصبح بيولا أعظم هداف في تاريخ دوري الدرجة الأولى وحقق بطولة كأس العالم لكرة القدم 1938 في فرنسا مع منتخب إيطاليا. في نهاية موسم 1936-1937 احتل لاتسيو المركز الثاني وهو أفضل ترتيب يحققه قبل اندلاع الحرب العالمية الثانية. كان المدرب وقتها هو المجري جوزيف فيولا. شارك لاتسيو قاريًا لأول مرة في بطولة كأس أوروبا الوسطى حيث خسر في المباراة النهائية من نادي فيرينكفاروسي المجري. انهى لاتسيو عقد الثلاثينيات بالفوز خارج ملعبه على روما 2-0 وتحقيق المركز الرابع في موسم 1939-1940.

### الأربعينيات: الحرب العالمية الثانية
كانت السيطرة في هذا العقد لنادي تورينو ولم يحقق لاتسيو ترتيب أفضل من المنتصف. أوقفت البطولة في سنة 1943 بسبب الحرب العالمية الثانية. عندما استُئنفت البطولة بشكل غير رسمي في موسم 1945-1946 كان لاتسيو بدون بيولا. في الموسم التالي عادت البطولة بشكل رسمي واحتل الفريق المركز العاشر متفوقا على روما الذي نجى من الهبوط. موسم 1948-1949 كان صعبًا على بيانكوسيليستي حيث تم تخفيض أجور اللاعبين إلى الحد الأدنى ونتيجة لذلك قاموا بالإضراب عن اللعب. احتل لاتسيو المركز الثالث عشر ولكن استعاد عافيته في الموسم التالي حيث احتل المركز الرابع بينما كاد غريمه نادي روما أن يهبط إلى الدرجة الثانية.

### الخمسينيات: أول بطولة
عاد لاتسيو للعب قاريَا عن طريق المشاركة في بطولة كأس لاتينا سنة 1950 التي كانت تعتبر أفضل بطولة قارية وقتها. في الموسم التالي شارك لاتسيو قاريا مجددا ولكن هذه المرة في بطولة كأس أوروبا الوسطى حيث حل رابعا. المشاركة قاريا جائت بفضل التألق محليا حيث حل رابعا موسمين متتاليين. من سنة 1952 إلى سنة 1955 حقق لاتسيو ترتيب في منتصف الجدول ولكن استطاع أن يقلب الحال وأن يحل ثالثَا مرتين متتاليتين بعدها. يعود الفضل في ذلك للتعاقد مع المهاجمان السويدي أرني سيلموسون والإيطالي إرميس ميتشينيلي. في سنة 1958 حقق لاتسيو أول بطولة في تاريخه الكروي بتحقيق بطولة كأس إيطاليا. في البداية حل أولا في المجموعة التي ضمت باليرمو، نابولي، وروما. في الأدوار الإقصائية تغلب على مارزوتو ويوفنتوس ثم واجه في المباراة النهائية فيورنتينا الذي كان يدربه فولفيو بيرنارديني. انتهت المباراة بفوز لاتسيو 1-0 سجله مهاجم فيورنتينا السابق ماوريليو بريني.

### الستينيات: أول موسم في الدرجة الثانية
حقبة الستينات لم تكن براقة للنادي حيث احتل لاتسيو المركز الثامن عشر في موسم 1960-1961 وهبط إلى الدرجة الثانية برفقة نابولي وباري. أول موسم في الدرجة الثانية كان مخيبا حيث فوت لاتسيو الصعود إلى الدرجة الأولى بفارق نقطة واحدة. في الموسم التالي عاد إلى الدرجة الأولى بحلوله ثالثا. كان المدرب وقتها هو الأرجنتيني خوان كارلوس لورينزو الذي كان يعتمد على الخطط الدفاعية الذي أمن للفريق المركز الثامن موسم 1963-1964 حيث سجل 21 هدف ودخل مرماه 24 هدف. أبرز انتصارات لاتسيو كانت على يوفنتوس على ملعب الأخير 3-0.
تعرض النادي بعدها لأزمة مالية ونتيجة لذلك تولى الإيطالي الأمريكي أومبيرتو لينزيني رئاسة النادي الذي كان له دور بارز في تألق الفريق، لكن ورغم هذا الأمر فلقد تعرض لاتسيو لمحنة الهبوط إلى الدرجة الثانية باحتلاله المركز الحادي عشر على الرغم من توقع الجميع من أنه سينافس على لقب الدرجة الأولى. عاد لورينزو لتدريب الفريق مجددا بعد غياب استمر لأربع سنوات وقاد الفريق للتويج ببطولة الدرجة الثانية في موسم 1968-1969. أبرز نجوم النادي في ذلك الوقت هو لاعب الوسط نيلو جوفيرناتو الذي تولى تدريب الفريق مستقبلاً.

### السبعينيات

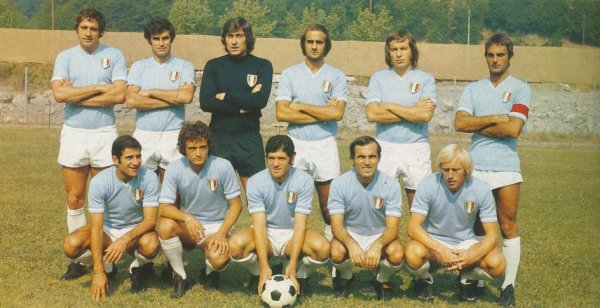
التشكيلة الفائزة بلقب الدوري موسم 1973-74

بدأت حقبةالسبعينات كما بدأت حقبة الستينات بالهبوط إلى الدرجة الثانية في موسم 1970-1971. حقق لاتسيو الصعود إلى الدرجة الأولى في الموسم التالي ليبدأ مسلسل النجاح للنادي. كان الفريق يضم في موسم 1972-1973 لاعبين متميزين أمثال الإنجليزي المولد جيوزيبي ويلسون في الدفاع، لوتشيانو ري تشيتشوني وماريو فروستالوبي في الوسط، ورينزو جارلاسكيلي وجيورجيو كيناليا في الهجوم وتوماسو مايستريلي في التدريب. بفضل أهداف كيناليا وخط الدفاع الذي لا يسمح بدخول إلا عدد قليل من الأهداف استطاع أن ينافس ميلان ويوفنتوس على لقب دوري الدرجة الأولى موسم 1972-1973 حيث لم يخسر الفريق سوى في آخر مباريات الموسم من نادي نابولي فيما المقابل فاز يوفنتوس على غريمه التقليدي روما وبالتالي حل لاتسيو ثالثا بفارق نقطتين عن يوفنتوس الأول ونقطة واحدة عن الثاني ميلان. هذا الأمر أدى إلى أن يتوج لاتسيو ببطولة دوري الدرجة الأولى موسم 1973-1974 بعدما تصدر الترتيب بفارق نقطتين عن وصيفه يوفنتوس. لسوء الحظ احتل لاتسيو المركز الرابع في الموسم التالي ثم نجى من الهبوط في موسم 1975-1976 ثم احتل المركز الخامس موسم 1976-1977 ثم تراجع في موسم 1977-1978 ليحتل المركز العاشر. الموت التراجيدي للوتشيانو ري تشيتشوني والمدرب توماسو مايستريلي بالإضافة إلى رحيل كيناليا أدى إلى تراجع مستوى لاتسيو. بزوغ نجم برونو جيوردانو الذي توج هدافا للدوري في موسم 1978-1979 ليحتل لاتسيو الموسم الثامن.

### الثمانينات
تم إجبار لاتسيو على الهبوط إلى الدرجة الثانية سنة 1980 بسبب فضيحة المراهنات على نتائج المباريات برفقة ميلان، بفضيحة عرفت باسم التوتونيرو. بقي في الدرجة الثانية ثلاث مواسم والتي تعتبر أظلم فترة في تاريخ النادي. عادوا إلى الدرجة الأولى في سنة 1983 ونجوا من الهبوط إلى الدرجة الثانية في آخر مباراة بالموسم. في موسم 1984-1985 عانى الفريق من عدم جمع أكثر من 15 نقطة طوال الموسم حيث احتل المركز قبل الأخير وبالتالي هبط إلى الدرجة الثانية على الرغم من تواجد لاعبين موهوبين أمثال فرانشيسكو ديل أنو وفرانشيسكو فونتي. في سنة 1986 تم خصم 9 نقاط من الفريق (كان وقتها الفوز بنقطتين وبالتالي يعتبر عدد النقاط كبيرا) بسبب تورط لاعبه كلاوديو فيناتسيني في عملية مراهنات على نتائج المباريات. بقيادة المدرب إيوجينيو فاشيتي تفادى لاتسيو الهبوط إلى الدرجة الثالثة بعد خوض مباراة فاصلة مع ناديي تارانتو وكامبوباسو. كانت هذه الجولة الفاصلة نقطة تحول في تاريخ النادي حيث عاد لاتسيو إلى الدرجة الأولى في سنة 1988 تحت إدارة جيانماركو كاليري الذي استطاع أن يقتصد كثيرا في النواحي المالية.

### التسعينيات

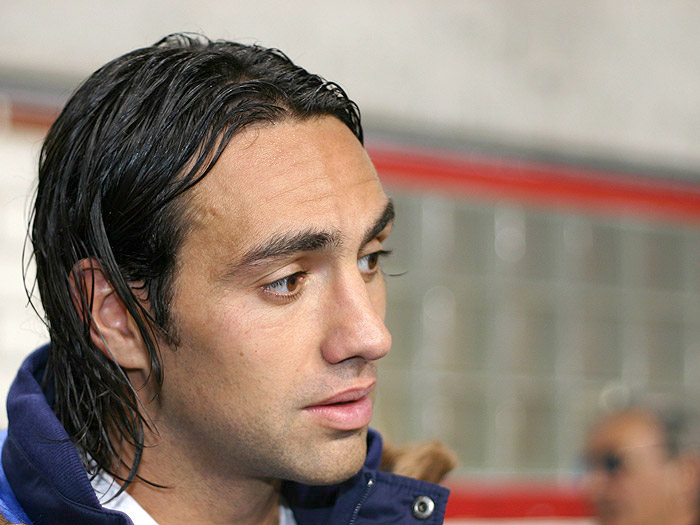
أليساندرو نيستا قائد فريق لاتسيو (1999-2002)

وصول سيرجيو كرانيوتي إلى سدة رئاسة النادي في سنة 1992 غير تاريخ النادي للأبد بسبب استعداده لصرف الكثير من الأموال من أجل المنافسة على لقب الدرجة الأولى. حطم كرانيوتي الأرقام القياسية في عمليات شراء لاعبين أمثال لاعب الوسط الأرجنتيني خوان سيباستيان فيرون مقابل 23 مليون يورو، المهاجم الإيطالي كريستيان فييري مقابل 24 مليون دولار الذي كان وقتها أغلى صفقة في العالم، ليحطم بعدها بعدة أسابيع الرقم القياسي بالتعاقد مع المهاجم الأرجنتيني هيرنان كريسبو من نادي بارما مقابل 44 مليون يورو.
في سنة 1993 احتل لاتسيو المركز الثالث ثم الرابع في 1994، ثم الثاني 1995، ثم الثالث 1996، ثم الرابع 1997، ثم ثانيا في 1999 بفارق نقطة واحدة عن المتصدر ميلان. بتواجد أليساندرو نيستا، سينيسا ميهايلوفيتش، وبافيل نيدفيد حقق لاتسيو ثاني بطولة له في الدرجة الأولى سنة 2000 بالإضافة إلى بطولة كأس إيطاليا في نفس الموسم وهو ما يعتبر نادرا في كرة القدم الإيطالية وذلك تحت قيادة المدرب السويدي سفين غوران إريكسون. حقق لاتسيو بطولتي كأس إيطاليا في 1998 و2004 كما حقق آخر نسخة من بطولة كأس الاتحاد الأوروبي للأندية أبطال الكؤوس سنة 1999 كما وصل إلى نهائي كأس الاتحاد الأوروبي سنة 1998 ولكنه خسر أمام إنتر ميلان بقيادة رونالدو 0-3. حقق لاتسيو بطولتي كأس السوبر الإيطالي وكأس السوبر الأوروبية سنة 1999 بالتفوق على مانشستر يونايتد الإنجليزي. كما أن لاتسيو كان أول نادي كرة القدم يدرج في سوق الأسهم المالية.

### الألفية الجديدة:التراجع
بدأ لاتسيو الألفية بطريقة ممتازة بالحصول على بطولة كأس السوبر الإيطالي والحلول ثالثا في الدوري ولكن رحيل المدرب إريكسون عجل من تدهور حال الفريق. شح الأموال وصرفها في صفقات فاشلة مثل التعاقد مع لاعب الوسط الإسباني غازيكا مندييتا مقابل 35 مليون يورو جعل الفريق يفوت عليه المشاركة في دوري أبطال أوروبا ليحتل المركز السادس في موسم 2001-2002. الفضيحة المالية التي تورط فيها كرانيوتي من خلال شركته للمواد الغذائية جعلته يغادر النادي في سنة 2002 وبالتالي تولى إدارة النادي مدراء مؤقتون والمصرف. في هذه الحالة تم اجبار النادي على بيع لاعبيه النجوم وأبرزهم قائد الفريق وابن النادي نيستا. تم بيع نادي لاتسيو للسينمائي كلاوديو لوتيتو بحصوله على أغلبية الأسهم.
في صيف 2004 وافق المهاجم الإيطالي باولو دي كانيو البالغ من العمر ستة وثلاثين عاما العودة إلى النادي الذي نشأ له والذي تركه في سنة 1990 لمساعدته في محنته الحالية حيث كان يستلم خمسة وعشرين في المائة من راتبه السابق. في موسم 2005-2006 قرر لوتيتو التخلي عن كبار اللاعبين في الفريق وهم المدافعان البرتغالي فرناندو كوتو والإيطالي باولو نيغرو ولاعب الوسط الإيطالي جيوليانو جيانيكيدا من أجل تخفيض ميزانية الرواتب. بقيادة المدرب ديليو روسي وبتواجد ثلاث لاعبين مخضرمين وهم حارس المرمى الإيطالي أنجلو بيروتسي ولاعبا الوسط الإيطالي ذو الأصول الصومالية فابيو ليفيراني والفرنسي عثمان دابو بالإضافة إلى مجموعة من اللاعبين منخفضو الرواتب استطاع لاتسيو احتلال المركز السادس وبالتالي التأهل للمشاركة في بطولة كأس الاتحاد الأوروبي. في 14 يوليو 2006 تقرر انزال لاتسيو إلى الدرجة الثانية وخصم سبع نقاط في الموسم التالي بسبب فضيحة التلاعب في نتائج المباريات. قررت إدارة النادي استئناف القرار ونجح في الاستئناف الذي تحول إلى خصم أحد عشر نقطة في موسم 2005-2006 وبالتالي احتلاله المركز السادس عشر وخصم ثلاث نقاط من موسم 2006-2007 وهو ما نتج عنه عدم التأهل للمشاركة في البطولة القارية. استطاع لاتسيو احتلال المركز الثالث في موسم 2006-2007 على الرغم من خصم عدد من النقاط. وكان الفريق اقترب من تحطيم الرقم القياسي في عدد الانتصارات المتتالية حيث حقق ثماني انتصارات متتالية بينما حقق في موسم 1999-2000 تحقيق تسع انتصارات متتالية. في مواسم 2007-2008 و2008-2009 احتل لاتسيو المركز الثاني عشر والعاشر على التوالي ولكنه استطاع تحقيق بطولة كأس إيطاليا في 13 مايو 2009.
قرر ديليو روسي عدم تجديد العقد وبالتالي تم التعاقد مع دافيدي بالارديني لتدريب الفريق في 16 يونيو 2009. بدأ لاتسيو موسم 2009-2010 في العاصمة الصينية بكين حيث لعب بطولة كأس السوبر في مواجهة إنتر ميلان حيث استطاع التغلب عليه 2-1 سجلهما لاعب الوسط البرازيلي ماتوزاليم والمهاجم الإيطالي تومازو روكي. بسبب سوء نتائج الفريق واحتلاله المركز الثامن عشر تمت إقالة بيلارديني في 10 فبراير 2010 وتعيين إدواردو ريا مكانه حيث استطاع الأخير تحسين نتائج الفريق ليحتل المركز الثاني عشر.

### من 2010 إلى الوقت الحالي: الانتعاش
في صيف 2010 فقد لاتسيو عدة لاعبين مهمين أبرزهم الظهير الصربي ألكسندر كولاروف، لاعب الوسط الألماني توماس هيتزلسبيرغر، والمهاجم النيجيري ستيفن ماكينوا وفي المقابل تم تعويضهم بلاعبا الوسط الأوروغواياني ألفارو غونزاليز والأسترالي مارك بريشيانو والمهاجم الإيطالي سيرجيو فلوكاري. في موسم 2010-2011 احتل الفريق المركز الخامس وبالتالي تأهل إلى بطولة كأس الاتحاد الأوروبي. أما في بطولة كأس إيطاليا فقد خرج من الدور الثمن النهائي على يد غريمه التقليدي روما 1-2.
في صيف 2011 تم التخلي عن حارس المرمى الأوروغواياني فيرناندو موسليرا ولاعبو الوسط الجزائري مراد مغني والسويسري ستيفان ليكتستينر والعاجي كريستيان مانفيرديني والأسترالي مارك بريشيانو والإيطالي باسكوالي فوجيا والمهاجمان الإيطالي سيرجيو فلوكاري والأرجنتيني ماورو زاراتي وفي المقابل تم التعاقد مع المهاجمان الألماني المخضرم ميروسلاف كلوزه والفرنسي جبريل سيسي ولاعبا الوسط البوسني سيناد لوليتش والألباني لوريك كانا والمدافعان الفرنسي عبد الله كونكو والليتواني ماريوس ستانكيفيشيوس وحارس المرمى الإيطالي فيديريكو ماركيتي. استطاع المدرب ريا وقائد الفريق تومازو روكي قيادة الفريق لاحتلال المركز الرابع وبالتالي التأهل إلى بطولة كأس الاتحاد الأوروبي التي شارك فيها في هذا الموسم حيث أوقعته القرعة في مجموعة واحدة مع سبورتنغ لشبونة البرتغالي وفاسلوي الروماني وزيوريخ السويسري. تأهل لاتسيو بعد حلوله ثانيا في المجموعة ثم خرج من الدور الثاني على يد نادي أتلتيكو مدريد الإسباني. في بطولة كأس إيطاليا تغلب على نادي فيرونا ثم خسر من ميلان في الدور الربع النهائي.

## الألوان، الشعار، والألقاب
استوحى لاتسيو ألوانه البيضاء والسماوي من شعار اليونان نظرا إلى أن لاتسيو متعدد الرياضات ومهد الألعاب الأولمبية هي اليونان كما أن التقاليد الرياضية الأوروبية دائما ما تعود إلى اليونان. بدأ لاتسيو بلبس قميص يحتوي على مربعات بيضاء وسماوية وسروال وجوارب سوداء. بعد فترة من ارتداء الأبيض الكامل قرر المسئولون عن النادي اعتماد الألوان الحالية. في بعض المواسم كان النادي يلبس قمصان مخططة باللونين الأبيض والسماوي ولكن عادة يكون القميص سماوي والسروال والجوارب بيضاء. ألوان اللباس أدت إلى إطلاق لقب بيانكوسيليستي عليه. الشعار الرسمي للنادي هو النسر الذي تم اختياره من قبل المؤسس لويجي بيجياريلي. تم اختيار النسر من إله السماء والرعد عند الاغريق.

## ديربي العاصمة
ديربي روما (بالإيطالية: Derby di Roma)‏ أو كما يعرف بعدة أسماء أخرى وهي ديربي ديلا كابيتالي (بالإيطالية: Derby della Capitale)‏ و ديربي كابيتولينو (بالإيطالية: derby capitolino)‏ وديربي ديل كوبولوني (بالإيطالية: derby del Cupolone)‏، وتعني جميعها ديربي العاصمة. هي مباراة ديربي كرة قدم تجمع بين فريقي مدينة روما وهما نادي روما و نادي لاتسيو. وهو ديربي محلي بدأ من عام 1929 عندما شهد أول لقاء بينها و الذي انتهى بفوز نادي روما 1-0. نادي روما هو الأكثر فوزا بالديربي بواقع 68 انتصار. آخر لقاء بينها كان في ديسمبر 2016 وانتهى بفوز روما بهدفين نظيفين.
أخر تحديث في 4 ديسمبر 2016.
|                         | المواجهات | الفوز  | الفوز | التعادل | الأهداف | الأهداف |
| روما                    | المواجهات | لاتسيو | روما  | التعادل | لاتسيو  |         |
| ----------------------- | --------- | ------ | ----- | ------- | ------- | ------- |
| الدوري الإيطالي الممتاز | 145       | 52     | 36    | 57      | 183     | 138     |
| الدوري الوطني           | 2         | 1      | 1     | 0       | 2       | 2       |
| كأس إيطاليا             | 18        | 9      | 6     | 3       | 21      | 17      |
| مجموع المباريات الرسمية | 165       | 62     | 43    | 60      | 206     | 157     |
| مباريات ودية            | 16        | 6      | 7     | 3       | 22      | 22      |
| المجموع الكلي           | 181       | 68     | 50    | 63      | 228     | 179     |

## الملعب

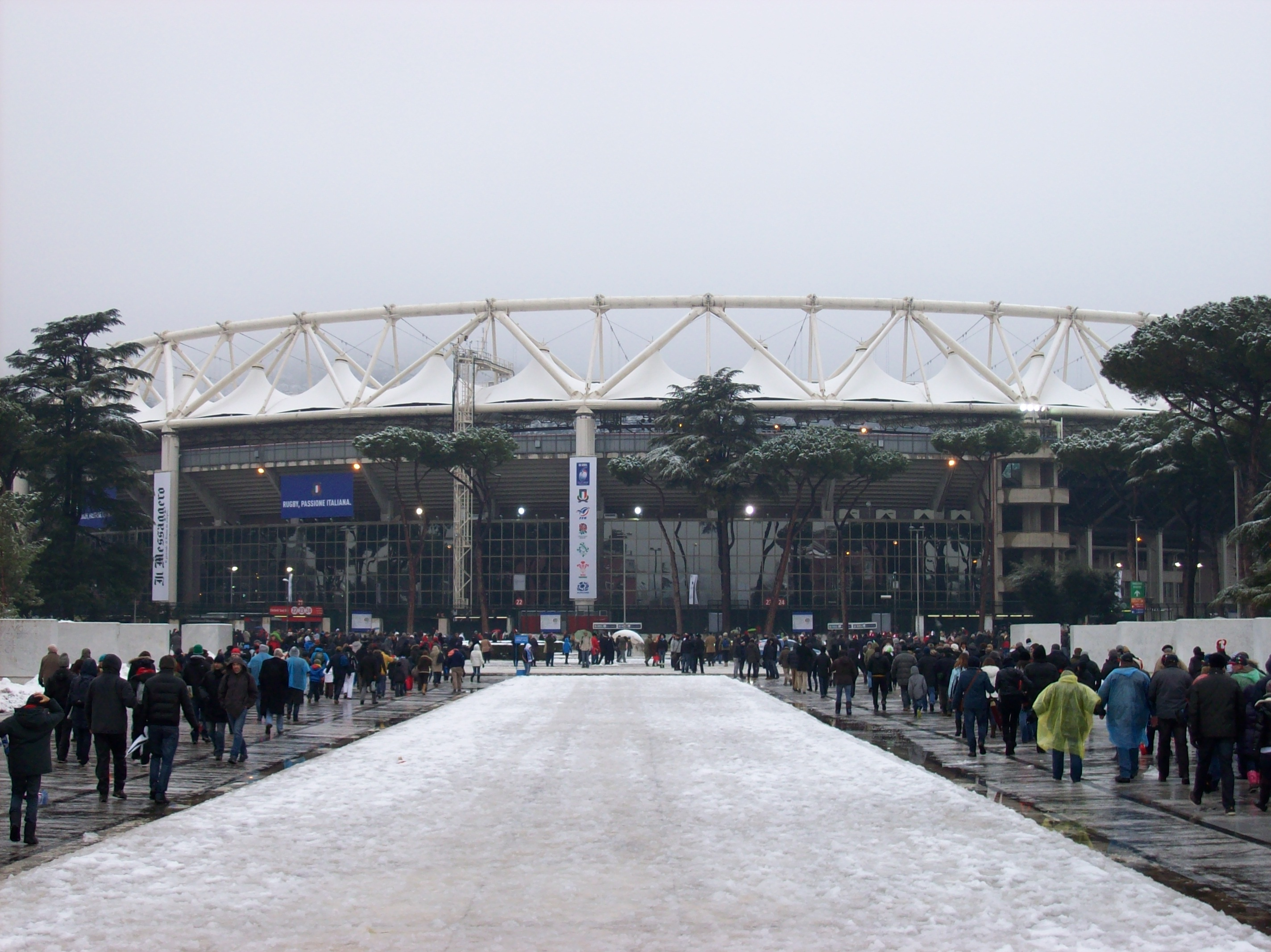
صورة لملعب الأولمبيكو من الخارج أثناء تشاقط الثلوج.

ملعب الأولمبيكو (بالإيطالية: Stadio Olimpico)‏، هو ملعب كرة قدم يقع في العاصمة الإيطالية روما، وهو أكبر وأهم المنشئات الرياضية بالعاصمة حيث يستع لحضور 72,698 ألف متفرج. بدأ إنشاء الملعب سنة 1928 وافتتح في عام 1937، وهو من تصميم المعماري الإيطالي أنيبال فيتيلوزي. ويقع الإستاد ضمن مجمع الـ"فورو إيتاليكو" الرياضي شمال العاصمة الإيطالية وهو ملك اللجنة الأولمبية الوطنية الإيطالية، وهو مخصص بشكلٍ رئيسي لكرة القدم. يعتبر الملعب مقراً لناديي لاتسيو وروما اللذان يخوضان غمار منافسات دوري الدرجة الأولى الإيطالية لكرة القدم، ويخاض عليه سنوياً نهائي كأس إيطاليا. كذلك استضاف الملعب العديد من المنافسات منها؛ الألعاب الأولمبية الصيفية 1960 والتي احتضنتها العاصمة روما، وبطولة بطولة العالم لألعاب القوى 1987، ومنافسات بطولة أمم أوروبا لكرة القدم 1968 من ضمنها المباراة النهائية. تم إعادة بناء الملعب في عام 1990 ليكون أحد الملاعب المستضيفة لكأس العالم 1990 حيث لعبت عليه المباراة النهائية. يحمل الملعب حالياً تصنيف "ملعب خمس نجوم" من قبل الاتحاد الأوروبي لكرة القدم وقد استضاف أربع نهائيات لدوري أبطال أوروبا كان آخرها عام 2009.
يقع في مجمع فورو إيتاليكو الرياضي، الذي يحتوى على ملعب كرة قدم آخر يسمى بملعب الرخام، والذي أنشئه المهندس إنريكو ديل ديبيو. يعتلي الملعب 60 قطعة رخام والذي كان إهداء من مدن إيطاليا بمناسبة أولمبياد 1960. خلال موسم 1989-1990 لعب لاتسيو وروما مبارياتهم على ملعب فلامينيو روما الواقع في مقاطعة فلامينيو بسبب التجديدات في الملعب.
مشجعي نادي لاتسيو هم سكان مقاطعة لاتسيو التي بها العاصمة روما

## الشعبية
وفقًا لمسح أجرته شركة ستوديو غريزافي (studio Grizzaffi) المتخصصة في أبحاث السوق فإن فريق لاتسيو هو الفريق السادس في إيطاليا من حيث عدد المشجعين (4.8% من الإجمالي) مع حوالي 1.2 مليون مشجع في إيطاليا، مما يضعه في المركز السادس خلف اندية يوفنتوس، إنتر، ميلان، نابولي وروما.

### ا حطلبدايات
يعود تاريخ أول مجموعة منظمة من مشجعي نادي لاتسيو إلى نهاية الستينات حيث كان يطلق عليها مسمى تيفوسيريا لاتسيالي وهي عبارة عن مجموعات صغيرة من المشجعين تتواجد دوما على ملعب الأولمبيكو. هذه المجموعات الصغيرة هي: توباراموس، النسور، ألتراس، حراس الأمن، إن أيه بي، سي أيه إس تي، ومشاة البحرية.

### تأسيس مشجعو النسور
أول مجموعة مشجعين رئيسية تكونت في سنة 1971 وكان اسمها كوماندوز مونتيفيردي لاتسيو في سنة 1976 مجموعة اتحاد بيانكو الزرقاء ثم في السنة التالية تم تغيير مسمى المجموعة إلى مشجعو النسور الذي كان بتأثير بريطاني. استطاعت المجموعة الأخيرة طوال عقد من الزمان قيادة مشجعي النادي من خلال تواجدها في المدرج الجنوبي.

### من 1978 إلى 1987
أنشئت في سنة 1978 مجموعة اسمها فايكنغ لاتسيو وأخذت موقعها في المدرج الجنوبي. في نفس السنة قررت مجموعة مشجعو النسور الانتقال للجلوس في المدرج الشمالي لتصبح الرابطة الرسمية لتشجيع النادي. انتقلت مجموعات صغيرة للجلوس مع رابطة مشجعو النسور في المدرج الشمالي بدلا من الجلوس مع رابطة فايكنغ لاتسيو في المدرج الجنوبي. خلال عقد الثمانينات استطاعت الرابطة في المدرج الشمالي ان تجتذب اعجاب الإيطاليين بسبب شغفهم وعشقهم للنادي وابتعادهم عن باقي المشجعين. خلال هذه الفترة استطاعت الرابطة أن تعقد اتفاق توأمة مع روابط أندية باري، تورينو، ترييستينا.

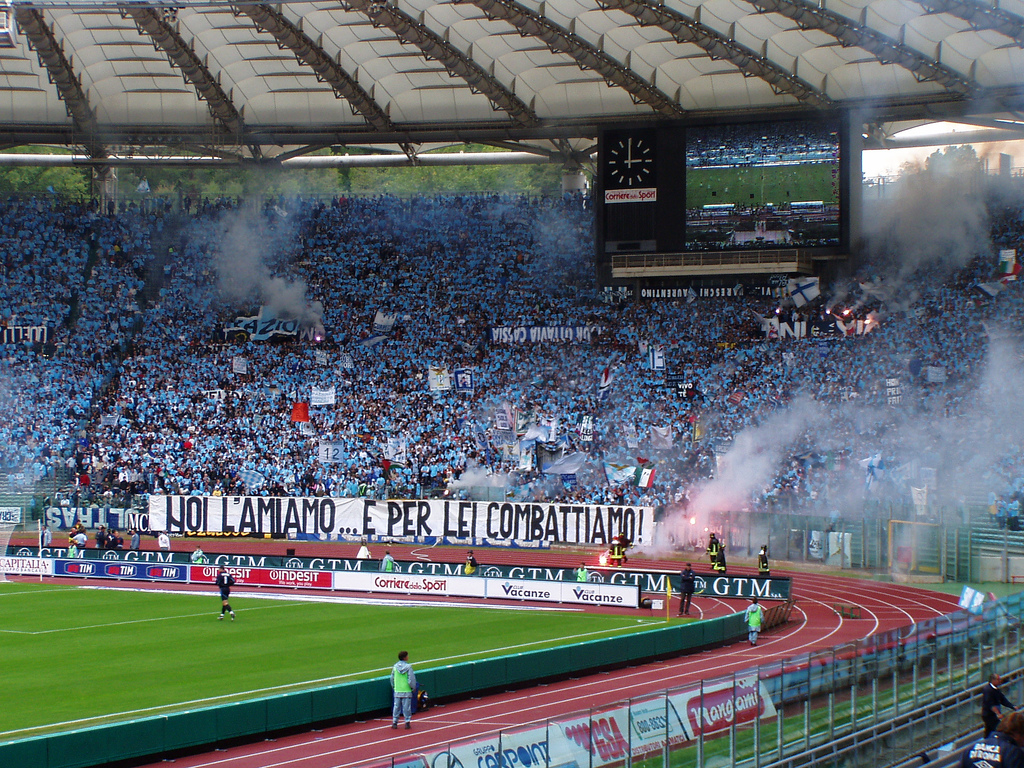
المدرج الشمالي الذي يجلس فيه مشجعو لاتسيو

على الرغم من أن هذا العقد كان الأسوأ في تاريخ النادي بتفادي الهبوط إلى الدرجة الثالثة عبر مباراة فاصلة إلا أن النادي استطاع المحافظة على مجموعة كبيرة من مشجعيه على الرغم من ترك بعضهم التشجيع لنادي وتشجيع أندية أخرى. عندما كان يلعب في الدرجة الثانية كانت مجموعة مشجعين يبلغ عددها عشرون ألف مشجع يذهبون لمشاهدة لاتسيو على ملاعب بيزا وأريتسو، أربع آلاف إلى ملعب أودينيزي، بينما تجمع ثمانون ألف في ملعب الأولمبيكو لمشاهدة لاتسيو يتواجه مع كاتانيا. خمسة وثلاثين متفرج سافروا إلى مدينة نابولي الجنوبية لحضور مباراة الفريق مع فيشينزا في المباراة الفاصلة لتفادي الهبوط إلى الدرجة الثالثة.

### وصول إريدوسيبيلي
خلال مباراة لاتسيو وبادوفا في سنة 1987 تم عرض ملصق مساحته عشرة أمتار معلنا عن وصول رابطة تشجيع جديدة اسمها إريدوسيبيلي أسسها أنطونيو غرينتا. استطاعت رابطة إريدوسيبيلي أن تقود بقية الروابط في المدرج الشمالي وتغيير ثوري في طريقة التشجيع حيث تم التخلي عن الطبول وتم الاستعانة بالأناشيد كما الطريقة الإنجليزية. هذا يتناقض مع النمط الإيطالي الذي تنتهجه رابطة مشجعي النسور وبحلول سنة 1992 أصبحت رابطة إريدوسيبيلي الرابطة الأقوى في للنادي خصوصا مع حل رابطة مشجعي النسور.
بوصول سيرجيو كرانيوتي إلى سدة الرئاسة تأهل الفريق للمشاركة في البطولات القارية مما جعله أحد أقوى الأندية في العالم. خلال هذه الفترة كونت رابطة تشجيع لاتسيو علاقة قوية مع رابطتي تشجيع إنتر ميلان وهيلاس فيرونا على المستوى المحلي ومع روابط تشجيع ريال مدريد الإسباني، تشيلسي الإنجليزي، وباريس سان جيرمان الفرنسي خارجيا.
عدد المشجعين الذين يرحلون مع النادي لمساندته في المباريات التي تقام خارج ملعبه لم تقل أبدا حيث سافر أربع آلاف مشجع إلى دورتموند وفيينا وعشرون ألف إلى باريس وخمسة عشر ألف إلى برمنغهام من أجل المباراة النهائية في بطولة كأس الاتحاد الأوروبي للأندية أبطال الكؤوس 1999 وعشرة آلاف إلى موناكو لمشاهدة مباراة بطولة كأس السوبر الأوروبية على الرغم من منح ثلاث آلاف وخمسمائة بطاقة لمشجعي نادي لاتسيو فقط.

### الألفية الجديدة
موسم 2002-2003 كان مهما بالنسبة لرابطة إريدوسيبيلي التي احتفلت بمرور خمسة عشر سنة على إنشائها وكذلك بمناسبة إحالة القميص رقم اثني عشر (12) تكريما للمشجعين الذين يعتبرون اللاعب رقم اثني عشر.
مؤخرا قادت رابطة باندا نواتري المدرج الشمالي من سنة 2000 إلى سنة 2005 حيث اختفت بسبب منع بعض أعضائها من دخول الملاعب أو سجن الآخر. استطاعت رابطة باندا نواتري انتزاع الرئاسة من رابطة إريدوسيبيلي خلال موسم 2009-2010 بسبب أن الرابطة الأخيرة قامت بدعوة السياسي بولفيريني للمدرج الشمالي وهو الذي لا يلقى شعبية كبيرة بين المشجعين. رابطة إريدوسيبيلي موجودة حاليا في الخلفية ولا تقوم بعرض أي ملصق.

## علاقات التوأمة
ترتبط روابط تشجيع نادي لاتسيو بعلاقة قوية مع رابطة تشجيع نادي إنتر ميلان. بدأ علاقة الصداقة في منتصف الثمانينات وتوطدت أكثر في المباراة النهائية لبطولة كأس الاتحاد الأوروبي موسم 1997-1998 في باريس وفي موسم 2001-2002 وبالتحديد في 5 مايو 2002 عندما جلس مشجعو لاتسيو على ملعب الأولمبيكو لتشجيع إنتر ميلان ضد فريقهم وذلك لكي يفوز إنتر ميلان وبالتالي يتوج بلقلب الدرجة الأولى بدلا من غريمهم يوفنتوس ولكنه لاتسيو استطاع الفوز 4-2 ونتيجة لذلك طالب المشجعون بإقالة مدرب لاتسيو ألبيرتو زاكروني. علاقة توأمة أخرى نشأت في منتصف الثمانينات مع رابطة تشجيع نادي ترييستينا وذلك عندما كان الفريقان يلعبان في الدرجة الثانية. في مواجهة فريق لاتسيو رفع أعضاء رابطة تشجيع ترييستينا لافتة مكتوبة فيها: (مرحبا بالنسور، معا سنعود). قويت العلاقة بين الرابطتين خلال بطولة كأس إيطاليا عند مواجهة ترييستينا مع روما الغريم اللدود للاتسيو حيث رفع مشجعوا ترييستينا لافتة لاتسيو.
علاقة صداقة أخرى تربط بين مشجعو لاتسيو ومشجعو هيلاس فيرونا. السبب الرئيسي للصداقة بين الجانبين هو أنهما ينتميان للأحزاب السياسية اليمينية ويتشاركون نفس المباديء في تشجيع أنديتهما. على الرغم من ذلك فإن رابطة تشجيع هيلاس فيرونا ترتبط بعلاقة توأمة مع رابطة تشجيع فيورنتينا الغريم للاتسيو وبالتالي تعتبر العلاقة بينهما صداقة وليس توأمة. علاقة صداقة أخرى تربطهم مع رابطة تشجيع نادي كييتي. منذ أن بدأ لاتسيو في اللعب قارياً استطاعت رابطة التشجيع أن تنشأ علاقات صداقة مع مختلف الاندية الأوروبية. أهم علاقات الصداقة هي مع رابطة تشجيع ريال مدريد الإسباني الذي اسمها ألتراس سور، إسبانيول الإسباني، ليفسكي صوفيا البلغاري، بورتو البرتغالي، تشيلسي الإنجليزي، جلاسجو رينجرز الاسكتلندي، وويستهام يونايتد الإنجليزي. العلاقات نشأت بين رابطة تشجيع لاتسيو ورابطة تشجيع ريال مدريد أثناء دوري أبطال أوروبا في سنة 2001 في المباراة التي جمعت بينهما بين نشأت علاقة الصداقة مع رابطة تشجيع تشيلسي في السبعينات.

## الغرماء
أكثر الغرماء المنافسين اللدودين لنادي لاتسيو هو نادي روما وتعتبر مباراتهما ديربي العاصمة الإيطالية. المنافس اللدود الآخر هو نادي نابولي. خلال السبعينات كانت هناك كراهية كبيرة نحو نادي بيسكارا مما جعله أبرز منافس لدود. بسبب عدم تواجد بيسكارا في الدرجة الأولى لعقود فإنه لم تجمع بين الفريقين مباراة معا. على الرغم من ذلك فإن المنافسة موجودة من خلال المباراة التي تجمع بين الفريقين في دوري الشباب.
رابطة المشجعين تعتبر ليفورنو وأتالانتا بيرغامو أبرز عدويين. نشأت هذه العداوة بسبب الاختلاف في الأفكار السياسية حيث أن مشجعي ليفورنو وأتالانتا بيرغامو ينتمون إلى أجنحة اليسار بينما مشجعو لاتسيو ينتمون إلى الجناح اليميني المتطرف. أبرز لاعب في لاتسيو باولو دي كانيو وأبرز لاعب في ليفورنو كريستيانو لوكاريلي كانوا يحيون مشجعيهم بطريقة معينة تزيد من الكراهية بين الناديين، كما يعتبر لاتسيو أندية يوفنتوس، ميلان، من المنافسين اللدودين.

## الإحصائيات والسجلات
| اللاعب           | عدد المباريات |
| ستيفان رادو      | 414           |
| جوزيبي فافالي    | 401           |
| جوسبي ويلسون     | 394           |
| باولو نيجرو      | 376           |
| سيناد لوليتش     | 371           |
| ألدو بوتشينيلي   | 342           |
| لوكا ماركجياني   | 339           |
| فينتشنزو داميكو  | 338           |
| كريستيان ليديسما | 318           |
| ستيفانو ماوري    | 303           |

| اللاعب            | عدد الأهداف |
| تشيرو إيموبيلي    | 190         |
| سيلفيو بيولا      | 149         |
| جوزيبي سينيوري    | 127         |
| جورجو كيناليا     | 122         |
| برونو جيوردانو    | 108         |
| تومازو روكي       | 105         |
| ألدو بوتشينيلي    | 78          |
| فولفيو بيرنارديني | 70          |
| رينتسو غارلاسكيلي | 64          |
| غوران بانديف      | 64          |

## اللاعبون

### التشكيلة الحالية

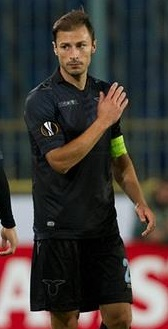
ستيفان رادو أكثر اللاعبين تمثيلاً للفريق

- آخر تحديث في 8 أغسطس 2022.[12]

ملاحظة: تشير الأعلام إلى المنتخب الوطني على النحو المحدد في قواعد الأهلية للفيفا. قد يحمل اللاعبون أكثر من جنسية واحدة غير تابعة للفيفا.
| الرقم | البلد      | المركز | اللاعب             |
| ----- | ---------- | ------ | ------------------ |
| 1     | البرتغال   | حارس   | لويس ماكسيميانو    |
| 4     | إسبانيا    | مدافع  | باتريك             |
| 5     | الأوروغواي | وسط    | ماتياس فيسينو      |
| 6     | البرازيل   | وسط    | ماركوس أنطونيو     |
| 7     | البرازيل   | وسط    | فيليبي أندرسون     |
| 9     | إسبانيا    | مهاجم  | بيدرو              |
| 10    | إسبانيا    | وسط    | لويس ألبرتو        |
| 11    | إيطاليا    | مهاجم  | ماتيو كانسيليري    |
| 13    | إيطاليا    | مدافع  | نيكولو كاسالي      |
| 15    | إيطاليا    | مدافع  | أليسيو رومانيولي   |
| 16    | صربيا      | مدافع  | ديميتري كامينوفيتش |
| 17    | إيطاليا    | مهاجم  | تشيرو إيموبيلي     |
| 18    | الأرجنتين  | مهاجم  | لوكا روميرو        |

| الرقم | البلد        | المركز | اللاعب                   |
| ----- | ------------ | ------ | ------------------------ |
| 20    | إيطاليا      | وسط    | ماتيا زاكايني            |
| 21    | صربيا        | وسط    | ميلينكوفيتش سافيتش       |
| 23    | ألبانيا      | مهاجم  | السيد هيساج              |
| 26    | رومانيا      | مدافع  | ستيفان رادو              |
| 27    | إسبانيا      | مهاجم  | راؤول مورو               |
| 29    | إيطاليا      | مدافع  | مانويل لاتزاري           |
| 31    | ليتوانيا     | حارس   | ماريوس ادامونيس          |
| 32    | إيطاليا      | وسط    | دانيلو كاتالدي           |
| 34    | إسبانيا      | مدافع  | ماريو غيلا               |
| 44    | إيطاليا      | مدافع  | رومانو فلورياني موسوليني |
| 77    | الجبل الأسود | مهاجم  | آدم ماروسيك              |
| 88    | كرواتيا      | وسط    | توما باشيتش              |
| —     | إيطاليا      | حارس   | ايفان بروفيديل           |

### لاعبون آخرون
ملاحظة: تشير الأعلام إلى المنتخب الوطني على النحو المحدد في قواعد الأهلية للفيفا. قد يحمل اللاعبون أكثر من جنسية واحدة غير تابعة للفيفا.
| الرقم | البلد      | المركز | اللاعب                |
| ----- | ---------- | ------ | --------------------- |
| —     | إيطاليا    | مدافع  | فرانسيسكو أتشيربي     |
| —     | سورينام    | مدافع  | ديافان أندرسون        |
| —     | الدنمارك   | مدافع  | رضا دورميزي           |
| —     | ساحل العاج | وسط    | جان دانيال أكبا أكبرو |
| —     | بولندا     | وسط    | باتريك جيتشيك         |

| الرقم | البلد   | المركز | اللاعب         |
| ----- | ------- | ------ | -------------- |
| —     | الجزائر | وسط    | محمد فارس      |
| —     | المغرب  | وسط    | سفيان كيين     |
| —     | إيطاليا | وسط    | أندريا مارينو  |
| —     | إيطاليا | وسط    | بياجيو موروني  |
| —     | إيطاليا | مهاجم  | أليساندرو روسي |

### اللاعبون المعارون
- تنتهي إعارة جميع اللاعبين في 30 يونيو 2023.[13]

ملاحظة: تشير الأعلام إلى المنتخب الوطني على النحو المحدد في قواعد الأهلية للفيفا. قد يحمل اللاعبون أكثر من جنسية واحدة غير تابعة للفيفا.
| الرقم | البلد   | المركز | اللاعب                               |
| ----- | ------- | ------ | ------------------------------------ |
| —     | إيطاليا | مدافع  | نيكولو أرميني (إلى نادي بوتنسا)      |
| —     | إيطاليا | مدافع  | ماتيا نوفيلا (إلى نادي بيتشرنو)      |
| —     | إيطاليا | وسط    | ندريه أندرسون (إلى نادي ساو باولو)   |
| —     | إيطاليا | وسط    | إيمانويل تشيشريللي (إلى نادي ريجينا) |

| الرقم | البلد     | المركز | اللاعب                                 |
| ----- | --------- | ------ | -------------------------------------- |
| —     | الأرجنتين | وسط    | {بدون لف }}                            |
| —     | إسبانيا   | وسط    | جوني (إلى ريال سبورتينغ خيخون)         |
| —     | إيطاليا   | وسط    | كريستيانو لومباردي (إلى نادي تريستينا) |

### أرقام متقاعدة
- 12 – في موسم 2003-2004 تقرر احالة هذا الرقم إلى التقاعد تقديرا لدور المشجعين والذين يعتبرون اللاعب رقم اثني عشر في الفريق.

## الطاقم التدريبي

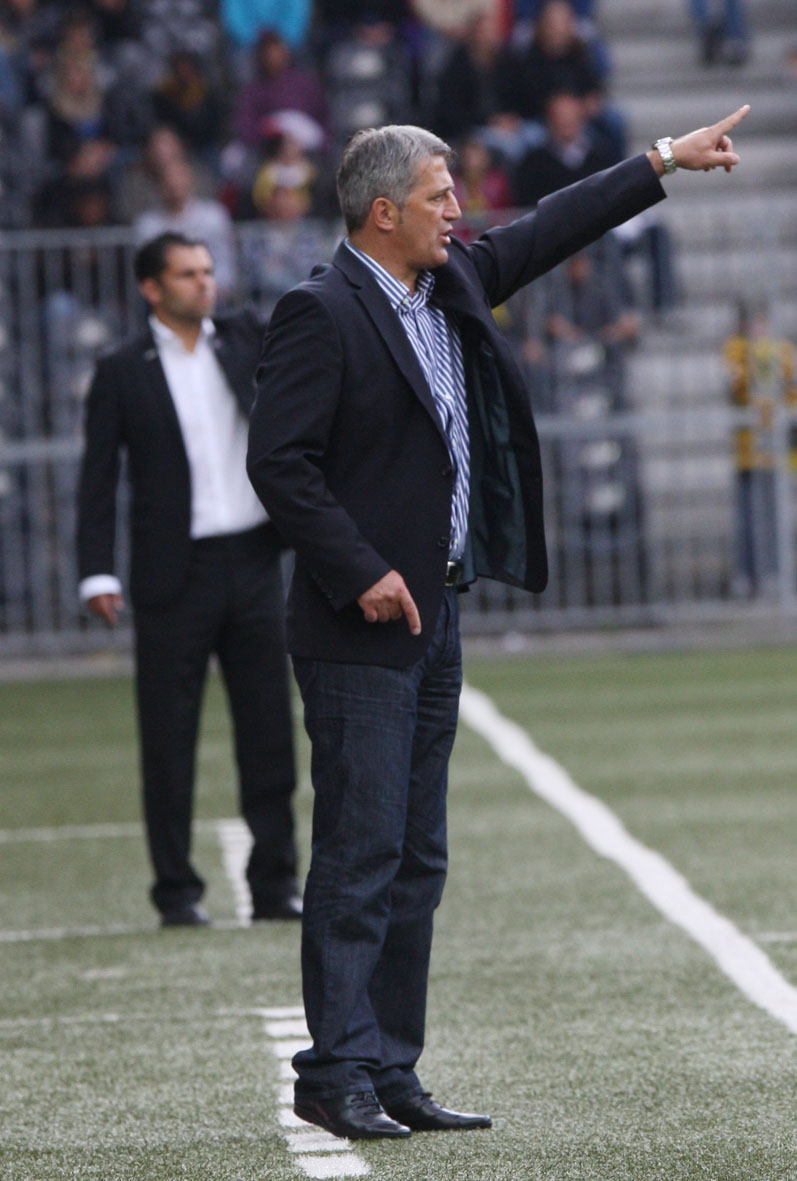
المدير الفني البوسني الحالي فلاديمير بيتكوفيتش

| الوظيفة              | الاسم              |
| -------------------- | ------------------ |
| المدير الفني         | فلاديمير بيتكوفيتش |
| مساعد المدير الفني   | إيطاليا            |
| منسق المنطقة التقنية | إيغلي تاري         |
| مدرب حراس المرمى     | إيطاليا            |
| المساعد التقني       | إيطاليا            |
| مدرب اللياقة البدنية | لويجي فيبراري      |
| مدرب اللياقة البدنية | أدريانو بيانتشيني  |
| رئيس الطاقم الطبي    | روبيرتو بيانتشيني  |
| أخصاصي العظام        | ستيفانو لوفاتي     |
| أخصائي التغذية       | روبيرتو فيرنا      |
| مدير الحكام          | ستيفانو دي مارتينو |
| مدير الفريق          | ماوريزيو مانزيني   |

## المدربون السابقون
| الاسم                          | الجنسية                                 | السنوات   |
| ------------------------------ | --------------------------------------- | --------- |
| سانتي أنكيراني                 | إيطاليا                                 | 1901–1906 |
| غويدو باكاني                   | إيطاليا                                 | 1906–1924 |
| ديسيديريو كوشيغي               | المجر                                   | 1924–1926 |
| إيمانويلي لوي                  | المجر                                   | 1926–1927 |
| فرانز سيدلاتشيك                | النمسا                                  | 1927–1928 |
| اللجنة التقنية                 | إيطاليا                                 | 1928–1929 |
| بييترو بيسيلي                  | إيطاليا                                 | 1929–1930 |
| فيرينك مولنار                  | المجر                                   | 1930–1931 |
| أميلكار باربوي                 | البرازيل                                | 1931–1932 |
| كارل ستورمر                    | النمسا                                  | 1932–1934 |
| والتر ألت                      | تشيكوسلوفاكيا                           | 1934–1936 |
| جوزيف فيولا                    | المجر                                   | 1936–1939 |
| لويجي أليماندي دي فرانكو       | إيطاليا · إيطاليا · الأرجنتين           | 1939      |
| غيزا كيرتيش                    | المجر                                   | 1939–1940 |
| فيرينك مولنار                  | المجر                                   | 1940–1941 |
| دينو كانيستري                  | إيطاليا                                 | 1941      |
| ألكسندر بوبوفيتش               | النمسا                                  | 1941–1943 |
| دينو كانيستري                  | إيطاليا                                 | 1943–1944 |
| توني كارنيلي                   | النمسا                                  | 1944–1948 |
| أورلاندو تونيوتي               | إيطاليا                                 | 1948      |
| ماريو سبيروني                  | إيطاليا                                 | 1948–1951 |
| جوزيبي بيغونيو                 | إيطاليا                                 | 1951–1953 |
| ألفريدو نوتي                   | إيطاليا                                 | 1953      |
| ماريو سبيروني                  | إيطاليا                                 | 1953–1954 |
| فيديريكو ألاسيو                | إيطاليا                                 | 1954      |
| جورج راينور روبيرتو كوبيرنيكو  | إنجلترا · إيطاليا                       | 1954–1955 |
| لويجي فيريرو روبيرتو كوبيرنيكو | إيطاليا                                 | 1955–1956 |
| لويجي فيريرو جيسي كارفر        | إيطاليا · إنجلترا                       | 1956      |
| جيسي كارفر                     | إنجلترا                                 | 1956–1957 |
| ميلوفان تشيريتش                | جمهورية يوغوسلافيا الاشتراكية الاتحادية | 1957–1958 |
| ألفريدو مونزا دينو كانيستري    | إيطاليا                                 | 1958      |
| فولفيو بيرنارديني              | إيطاليا                                 | 1958–1960 |
| إنريكو فلاميني                 | إيطاليا · الأرجنتين                     | 1960–1961 |
| جيسي كارفر                     | إنجلترا                                 | 1961      |

| الاسم                         | الجنسية        | السنوات   |
| ----------------------------- | -------------- | --------- |
| باولو تيديسكيني               | إيطاليا        | 1961–1962 |
| ألفونسو ريتشياردي             | إيطاليا        | 1962      |
| كارلو فاتشيني                 | إيطاليا        | 1962      |
| خوان كارلوس لورينزو           | الأرجنتين      | 1962–1964 |
| أومبيرتو مانوتشي              | إيطاليا        | 1964–1966 |
| ماينو نيري                    | إيطاليا        | 1966–1967 |
| ريناتو غي                     | إيطاليا        | 1967–1968 |
| روبيرتو لوفاتي                | إيطاليا        | 1968      |
| خوان كارلوس لورينزو           | الأرجنتين      | 1968–1971 |
| روبيرتو لوفاتي                | إيطاليا        | 1971      |
| توماسو مايستريلي              | إيطاليا        | 1971–1975 |
| جيوليو كورسيني                | إيطاليا        | 1975      |
| توماسو مايستريلي              | إيطاليا        | 1975–1976 |
| لويس فينيسيو                  | البرازيل       | 1976–1978 |
| روبيرتو لوفاتي                | إيطاليا        | 1978–1980 |
| إلاريو كاستانيير              | إيطاليا        | 1980–1982 |
| روبيرتو كلاغلونا              | إيطاليا        | 1982–1983 |
| خوان كارلوس موروني            | الأرجنتين      | 1983      |
| باولو كاروسي                  | إيطاليا        | 1983–1984 |
| خوان كارلوس لورينزو           | الأرجنتين      | 1984–1985 |
| جيانكارلو أودي روبيرتو لوفاتي | إيطاليا        | 1985      |
| لويجي سيموني                  | إيطاليا        | 1985–1986 |
| إيوجينيو فاشيتي               | إيطاليا        | 1986–1988 |
| جيوزيبي ماتيراتزي             | إيطاليا        | 1988–1990 |
| دينو زوف                      | إيطاليا        | 1990–1994 |
| زدينيك زيمان                  | جمهورية التشيك | 1994–1997 |
| دينو زوف                      | إيطاليا        | 1997      |
| سفين غوران إريكسون            | السويد         | 1997–2001 |
| دينو زوف                      | إيطاليا        | 2001      |
| ألبيرتو زاكيروني              | إيطاليا        | 2001–2002 |
| روبيرتو مانشيني               | إيطاليا        | 2002–2004 |
| دومينيكو كاسو                 | إيطاليا        | 2004      |
| جيوزيبي بابادوبولو            | إيطاليا        | 2004-2005 |
| ديليو روسي                    | إيطاليا        | 2005–2009 |
| دافيدي بالارديني              | إيطاليا        | 2009–2010 |
| إدواردو ريا                   | إيطاليا        | 2010–2012 |
| ستيفانوبيولي                  | سويسرا         | 2012–؟؟؟؟ |

### المدربون الذين حققوا بطولات
في الجدول التالي قائمة بالمدربين الذين حققوا على الأقل بطولة واحدة مع نادي لاتسيو:
| الاسم               | الفترة  | البطولة |
| ------------------- | ------- | --- |
| فولفيو بيرنارديني   | 1958–60 | كأس إيطاليا |
| خوان كارلوس لورينزو | 1968–71 | الدرجة الثانية |
| توماسو مايستريلي    | 1971–75 | الدرجة الأولى |
| سفين غوران إريكسون  | 1997–01 | 2 كأس إيطاليا, 2 كأس السوبر الإيطالي، الدرجة الأولى، كأس الاتحاد الأوروبي للأندية أبطال الكؤوس، كأس السوبر الأوروبية |
| روبيرتو مانشيني     | 2002–04 | كأس إيطاليا |
| ديليو روسي          | 2005–09 | كأس إيطاليا |
| دافيدي بالارديني    | 2009–10 | كأس السوبر الإيطالي                                                                                                  |

## الألقاب والإنجازات
- المستوى المحلي
  - الدوري الإيطالي الدرجة الأولى
    - البطل (2) : 1973-1974، 1999-2000
    - الوصيف (3) : 1936-1937، 1994-1995، 1998-1999

  - كأس إيطاليا
    - البطل (7) : 1958، 1997-1998، 1999-2000، 2003-2004، 2008-2009، 2012-2013، 2018-2019
    - الوصيف (3) : 1960-1961، 2014-2015، 2016-2017

  - كأس السوبر الإيطالي
    - البطل (5) : 1998، 2000، 2009، 2017، 2019
    - الوصيف (3) : 2004، 2013، 2015

  - الدوري الإيطالي الدرجة الثانية
    - البطل (1) : 1968-1969
    - الوصيف (3) : 1962-1963، 1971-1972، 1982-1983
    - الصعود (1) : 1987-1988
- المستوى القاري
  - كأس أبطال الكؤوس الأوروبي
    - البطل (1) : 1998-1999

  - كأس السوبر الأوروبي
    - البطل (1) : 1999

  - دوري أوروبا
    - الوصيف (1) : 1998

  - كأس أوروبا الوسطى
    - الوصيف (1) : 1937

## تحويل النادي إلى شركة
في سنة 1998 قرر سيرجيو كرانيوتي رئيس النادي آنذاك تحويل النادي إلى شركة مساهمة والانضمام إلى سوق الأسهم المالية حيث يعتبر أول نادي يقوم بهذه الخطوة. حاليا فإن أسهم نادي لاتسيو تتوزع بين كلاوديو لوتيتو الذي يملك 66.692% بينما يملك مجموعة من الأشخاص 33.308%. بالإضافة إلى يوفنتوس وروما فإن هذه الأندية الثلاثة فقط انضمت إلى البورصة الإيطالية. على عكس من الناديين الآخرين فإن أغلبية أسهم لاتسيو يملكها شخص واحد. حسب النشرة الصادرة عن شركة ديلويت فإنه في موسم 2004-2005 كان نادي لاتسيو صاحب المركز العشرين على مستوى العالم في قائمة أعلى الأندية العالمية من ناحية الإيرادات حيث وصلت إيراداته 83 مليون يورو.
نادي لاتسيو أحد الأندية القليلة التي تحقق أرباح في المواسم الأخيرة حسب التالي:
- 2005-2006: 16,790,826 يورو
- 2006-2007: 99,693,224 يورو (الربح الزائد ناتج عن إنشاء شركة لاتسيو للتسويق والاتصالات)
- 2007-2008: 6,263,202 يورو
- 2008-2009: 1,336,576 يورو
- 2009-2010: 300,989 يورو
- 2010-2011: 670,862 يورو

## الرعاة وموفرو القميص
| الفترة    | موفرو القميص     | الرعاة                       |
| --------- | ---------------- | ---------------------------- |
| 1946–1961 | جراديلا سبورت    | لا يوجد                      |
| 1961–1962 | لاكوست           | لا يوجد                      |
| 1962–1963 | جراديلا سبورت    | لا يوجد                      |
| 1963–1964 | لاكوست           | لا يوجد                      |
| 1964–1969 | جراديلا سبورت    | لا يوجد                      |
| 1969–1970 | توتو سبورت أمبرو | لا يوجد                      |
| 1970–1971 | أمبرو            | لا يوجد                      |
| 1971–1978 | توتو سبورت إن آر | لا يوجد                      |
| 1978–1979 | إن آر            | لا يوجد                      |
| 1979–1980 | إن آر بوتشين     | لا يوجد                      |
| 1980–1981 | أديداس إن آر     | لا يوجد                      |
| 1981–1982 | أديداس           | تونيني                       |
| 1982–1984 | إن آر            | سيليكو                       |
| 1984–1986 | إن آر            | كاستور                       |
| 1986–1987 | توتو سبورت       | كاسا دي ريسبارميو دي روما    |
| 1987–1989 | كابا             | كاسا دي ريسبارميو دي روما    |
| 1989–1991 | أمبرو            | كاسا دي ريسبارميو دي روما    |
| 1991–1992 | أمبرو            | بانكو دي سانتو سبيريتو       |
| 1992–1996 | أمبرو            | بنك روما                     |
| 1996–1998 | أمبرو            | تشيريو                       |
| 1998–2000 | بوما             | تشيريو                       |
| 2000–2003 | بوما             | سيمنز                        |
| 2003–2005 | بوما             | بارماكوتو                    |
| 2005–2007 | بوما             | آي إن أيه أسيطاليا (التأمين) |
| 2007–2008 | بوما             | سوسبي. إديليوروبا            |
| 2008–2009 | بوما             | لا يوجد                      |
| 2009–2010 | بوما             | إديليوروبا                   |
| 2010–2012 | بوما             | لا يوجد                      |
| 2012–2017 | ماكرون           | لا يوجد                      |
| 2017–2018 | ماكرون           | سيليكو                       |
| 2018–2019 | ماكرون           | ماراثون بيت                  |
| 2019–2022 | ماكرون           | لا يوجد                      |
| 2022–     | ميزونو           | بينانس                       |